# Henry Cubitt (2e baron Ashcombe)
Henry Edward Cubitt, 2e baron Ashcombe (14 mars 1867 - 27 octobre 1947), est un homme politique et pair britannique, 

## Formation et carrière
Cubitt est le fils de George Cubitt (1er baron Ashcombe), et de sa femme Laura Joyce. Il fait ses études au Collège d'Eton et au Trinity College de Cambridge. Il est député du Parti conservateur pour Reigate entre 1892 et 1906. Il est ensuite Lord-lieutenant du Surrey de 1905 à 1939 et est nommé à l'Ordre du Bain en tant que Compagnon (CB) en 1911.
Cubitt hérite de la pairie à la mort de son père en 1917. Il est nommé sous-lieutenant du comté de Surrey en 1940.
Denbies, un grand domaine dans le Surrey, est compris dans son héritage de son père. Le paiement des droits de succession et l'entretien de grands domaines pendant la Première Guerre mondiale aboutissent à la vente aux enchères de grandes parties du domaine le 19 septembre 1921.
Il est nommé colonel honoraire du 4e bataillon, Queen's Royal Regiment (West Surrey) dans l'armée territoriale le 12 juillet 1922 et reçoit la décoration territoriale (TD) .

## Famille
Il épouse Maud Mariamne Calvert, fille du colonel Archibald Motteux Calvert et de Constance Maria Georgiana Peters, le 21 août 1890. Ils ont six fils, dont trois sont tués pendant la Grande Guerre :
- Henry Archibald Cubitt (né le 3 janvier 1892, décédé le 15 septembre 1916)
- Alick George Cubitt (né le 16 janvier 1894, décédé le 24 novembre 1917)
- William Hugh Cubitt (né le 30 mai 1896, décédé le 24 mars 1918)
- Roland Calvert Cubitt, 3e baron Ashcombe (né le 26 janvier 1899, décédé le 28 octobre 1962), épouse Sonia, fille de George Keppel et Alice Keppel
- Archibald Edward Cubitt (né le 16 janvier 1901, décédé le 13 février 1972) - épouse Irene Helen Pratt, puis Sibell Margaret Norman
- Charles Guy Cubitt (né le 13 février 1903, décédé en 1979) - épouse Rosamund Mary Edith Cholmeley

Il est décédé le 27 octobre 1947 et est enterré dans le cimetière de l'église St Barnabas, Ranmore Common, Surrey.